# Drino patruelis
Drino patruelis är en tvåvingeart som beskrevs av Louis-Paul Mesnil 1949. Drino patruelis ingår i släktet Drino och familjen parasitflugor. Inga underarter finns listade i Catalogue of Life.